# Diego Joaquín Ballester
Diego Joaquín Ballester Pallás (1824-1865) fue un abogado y cronista español.
Nacido en 1824, fue individuo correspondiente de la Real Academia de Buenas Letras de Barcelona y vocal de las Juntas de Beneficencia e Instrucción Pública de Lérida, ciudad de la que fue también cronista.
Escribió una Memoria referente a las mejoras locales de que era susceptible Lérida.
Falleció en marzo de 1865.